# Eunice (Kentucky)
Pour les articles homonymes, voir Eunice.
Eunice est une zone non incorporée (Unincorporated community) du comté d'Adair dans le Kentucky.